# Bridgit Mendler: Live in Concert
El Bridgit Mendler: Live in Concert es la mini-gira debut de la artista estadounidense Bridgit Mendler. Marcado como el encabezando tour de la banda, apoyado de su primer álbum de estudio, Hello My Name Is.... La gira principalmente llegó a Estados Unidos y Canadá.

## Antecedentes
La gira de Bridgit Mendler estuvo presentadonse en ferias estatales y festivales de música en Estados Unidos y Canadá para promocionar su álbum debut Hello My Name Is.... La gira se convirtió en un gran éxito con los críticos y espectadores por igual, vendiendo muchas fechas en los Estados Unidos. Después del lanzamiento de su álbum debut, la cantante recorrió junto a Ed Sheeran, Cher Lloyd y Owl City para la serie de conciertos de Jingle Ball en los Estados Unidos y Canadá. "Rocks at My Window" y "Hold On for Dear Love" nunca han sido interpretadas.

## Setlist
1. "Hurricane"
2. "Forgot to Laugh"
3. "Top of The World"
4. "City Lights"
5. "This Love" (cover de Maroon 5)
6. "All I See Is Gold"
7. "The Fall Song"
8. "5:15"
9. "Animal" (cover de Neon Trees)
10. "Blonde"
11. "Love Will Tell Us Where To Go"
12. "Somebody"

Encore
1. "Ready or Not"

## Fechas de la gira
| América del Norte           |              |                |                                       |
| 25 de agosto de 2012[A]     | Siracusa     | Estados Unidos | NY State Fair en Syracuse             |
| 26 de agosto de 2012        | Toronto      | Canadá         | Big Ticket Summer de Family Channel   |
| 15 de septiembre de 2012[B] | Los Ángeles  | Estados Unidos | LA County Fair                        |
| 28 de septiembre de 2012    | Brookfield   | Estados Unidos | Yo Mama Hall                          |
| 8 de octubre de 2012[C]     | Dallas       | Estados Unidos | Texas State Fair in Dallas            |
| 10 de octubre de 2012[D]    | Topsfield    | Estados Unidos | Topsfield Fair                        |
| 20 de octubre de 2012       | Federal Way  | Estados Unidos | Wild Waves Theme Park                 |
| 16 de noviembre de 2012[E]  | Vanderbilt   | Estados Unidos | Monroe Carell Jr. Children’s Hospital |
| 17 de noviembre de 2012[F]  | Jacksonville | Estados Unidos | St. Johns Town Center                 |
| 18 de noviembre de 2012     | Orlando      | Estados Unidos | House of Blues                        |
| 24 de noviembre de 2012[G]  | Detroit      | Estados Unidos | Fox Theatre                           |
| 25 de noviembre de 2012     | Fort Wayne   | Estados Unidos | Rhinehart Music Center                |
| 26 de noviembre de 2012     | Plainfield   | Estados Unidos | Metropolis Mall                       |
| 28 de noviembre de 2012     | Tucson       | Estados Unidos | Foothills Mall                        |
| 1 de diciembre de 2012[H]   | Escondido    | Estados Unidos | San Diego Mitchell Branch             |
| 2 de diciembre de 2012[G]   | Toronto      | Canadá         | Air Canada Centre                     |
| 5 de diciembre de 2012[G]   | Filadelfia   | Estados Unidos | Wells Fargo Center                    |
| 6 de diciembre de 2012[G]   | Boston       | Estados Unidos | TD Garden                             |
| 7 de diciembre de 2012[G]   | New York     | Estados Unidos | Madison Square Garden                 |
| 9 de diciembre de 2012[G]   | Tampa        | Estados Unidos | Tampa Bay Times Forum                 |
| 12 de diciembre de 2012[G]  | Atlanta      | Estados Unidos | Philips Arena                         |
| 15 de diciembre de 2012[I]  | Los Ángeles  | Estados Unidos | Rock The Red Kettle Concert           |
| 20 de diciembre de 2012[J]  | Tempe        | Estados Unidos | Tempe Marketplace                     |
| 31 de diciembre de 2012[K]  | Toronto      | Canadá         | Nathan Phillips Square                |
| 19 de enero de 2013[L]      | Nova York    | Estados Unidos | Best Buy Theater                      |